# 진주 총림선원 시왕도
진주 총림선원 시왕도(晉州 叢林禪院 十王圖)는 대한민국 경상남도 진주시, 진주총림선원에 있는 조선시대의 불화이다.
2013년 10월 24일 경상남도 유형문화재 제542호로 지정되었다.

## 개요
시왕도는 죽은 자의 죄를 심판하는 10명의 왕을 그린 불화인데 진주 총림서원 시왕도는 제9도시대왕을 그린 1폭이며 화기로 보아 철현이라는 화원이 그린 것이다.
철현의 시왕도는 경상도에 기년명이 있는 1742년 해인사 시왕도와 1744년 옥천사 시왕도, 직지사 시왕도에 비해 시대편년이 가장 이른 작품으로, 18세기의 정형화되어가던 시왕도의 선구적인 예로 추정된다. 일부 보필과 수리로 인해 다소 훼손되었으나 시왕도의 작품성, 시기성 등이 조선후기 불화의 흐름을 이해하는데 자료적 가치가 크다.

## 같이 보기
- 시왕도

## 참고 자료
- 진주 총림선원 시왕도 - 국가유산청 국가유산포털